# Эшелон перехода

В нижней части высотомера — указатель выставленного давления. В данном случае — 1010 гПа и 29,82 дюйма рт. ст.

Эшелон перехода — установленная условная высота полёта воздушного судна (по стандартному давлению 760 мм рт. ст.), на которой производится перестановка значения атмосферного давления на барометрическом высотомере (высотомере) на давление аэродрома или минимальное давление, приведённое к уровню моря.
Это одно из важнейших понятий в системе вертикального эшелонирования. Его следует отличать от понятия «высота перехода», которым оперируют при взлёте.

## Значение эшелона перехода
На эшелоне перехода происходит переход от условной к реальной высоте полёта воздушного судна, которая необходима экипажу для выдерживания высот при выполнении схемы захода на посадку, своевременного принятия решения о её возможности.
Для понимания этого термина важно значение самого слова «эшелон». Это условная высота, рассчитанная при стандартном давлении (760 мм рт. ст. / 29,92" Hg (дюймов рт. ст.) / 1013 гПа) и отстоящая от других высот на величину установленных интервалов. Высота эшелона совсем не обязательно совпадает с реальной высотой полёта воздушного судна. Для вычисления такой высоты потребовалось бы постоянно вносить в приборы данные об атмосферном давлении в каждой точке маршрута, учитывать их высоту над уровнем моря. Поэтому принято пользоваться стандартным давлением. Если на всех воздушных судах будет установлено одинаковое значение давления на высотомере, то и показания высоты на приборе в заданной точке воздушного пространства будут одинаковыми. Поэтому с определённого момента при наборе высоты и до определённого момента при снижении (это и есть эшелон перехода) высота воздушного судна рассчитывается по стандартному давлению.
В России и некоторых других странах при пересечении эшелона перехода устанавливается давление на уровне аэродрома (QFE) (точнее, на уровне торца взлётно-посадочной полосы), в большинстве стран — минимальное давление, приведённое к уровню моря (QNH). Эшелон перехода может изменяться для каждого аэродрома в зависимости от атмосферного давления, эта величина обычно доступна в автоинформации АТИС.

## Расчёт эшелона перехода

### По ФАП
Согласно Федеральным авиационным правилам полётов в воздушном пространстве РФ:
Расчёт нижнего (безопасного) эшелона (эшелона перехода) района аэродрома в радиусе не более 50 км от КТА (района аэроузла):
Hниж.(без) эш (эш. перех) р-на аэр ≥ Н перех. р-на аэр + 300 + Hрел.;
где:
- Н перех. р-на аэр — значение высоты перехода в районе аэродрома в радиусе не более 50 км от КТА;
- 300 — установленное минимальное значение величины переходного слоя;
- Hрел — абсолютная максимальная высота превышения рельефа в радиусе не более 50 км от КТА.

Расчёт выполняется исходя из условия, что атмосферное давление аэродрома, приведённое к уровню моря, равняется стандартному. При значении давления аэродрома, приведённого к уровню моря, меньше стандартного на величину не более чем 27 мм рт. ст., в качестве нижнего (безопасного) эшелона устанавливается следующий верхний эшелон, а более чем 27 мм рт. ст. — очередной верхний эшелон и т. д. Нижний (безопасный) эшелон (эшелон перехода) района аэроузла устанавливается не ниже наибольшего значения нижнего (безопасного) эшелона (эшелона перехода) районов аэродромов, входящих в аэроузел.

### По НПП ГА
Согласно Наставлению по производству полётов в гражданской авиации, многие положения которого ещё не утратили актуальность, применяется следующая формула для расчёта высоты эшелона перехода, она же высота нижнего эшелона зоны ожидания:
{\displaystyle H_{760bez}\geqslant H_{kr}+300-\Delta H_{t}+(760-P_{aer.})*11} — при вычислении в мм рт. ст.;
{\displaystyle H_{1013,2bez}\geqslant H_{kr}+300-\Delta H_{t}+(1013,2-P_{aer.})*8,25} — при вычислении в гПа,
где:
- {\displaystyle H_{kr}} — высота круга, м;
- {\displaystyle P_{aer.}} — фактическое давление на аэродроме;
- {\displaystyle \Delta H_{t}} — методическая температурная поправка высотомера, определяемая по навигационной линейке, м, или по формуле:

{\displaystyle \Delta H_{t}={(t_{0}-15) \over {300}}*H_{ispr},}
где:
- {\displaystyle t_{0}} — фактическая температура на аэродроме;
- {\displaystyle H_{ispr}=H_{kr}+300.}

## Контрольная высота
При посадке на горном аэродроме обязательно сообщение диспетчеру контрольной высоты, то есть значения высоты на высотомере, которое появляется после перестановки его на давление аэродрома. При значительном расхождении переданной контрольной высоты и расчётной контрольной высоты дальнейшее снижение запрещается.